# Bairawa
Bairawa (बैरवा) – gaun wikas samiti we wschodniej części Nepalu w strefie Sagarmatha w dystrykcie Saptari. Według nepalskiego spisu powszechnego z 2001 roku liczył on 665 gospodarstw domowych i 3920 mieszkańców (1926 kobiet i 1994 mężczyzn).